# Luis Fernando Sánchez Arellano
Luis Fernando Sánchez Arellano, también conocido como «El Ingeniero», era el líder una organización internacional de tráfico de droga llamada Cártel de Tijuana, la cual opera desde Tijuana, México. Después del arresto del exlíder (su tío), Eduardo Arellano Félix el 25 de octubre de 2008, Fernando Sánchez se convirtió en el líder del Cártel de Tijuana, junto con su hermano Samuel.
Se calcula que Luis Fernando tiene 34 o 35 años de edad y es hijo de Enedina Arellano Félix, comandante del Cártel de Tijuana, quien asumió el liderazgo del cártel después de la muerte y el arresto de varios de sus hermanos. Fue capturado en Tijuana el día 24 de junio de 2014 en su casa, mientras veía el partido de México ante Croacia en el marco del Mundial de Brasil 2014.